# 奥古斯丁·奥里翁
奥古斯丁·奥里翁（西班牙语：Agustín Orión，发音[aɣusˈtin oˈɾjon]，1981年7月26日—），阿根廷足球运动员。现效力于科洛科洛俱乐部，司职守门员。

## 生平
2007年，奥里翁成为圣洛伦索竞技队的主力门将。
2009年12月9日，奥里翁转会拉普拉塔大学生队。
2011年7月，奥里翁加盟博卡青年队，后随队获得2011年阿甲春季联赛冠军。
2011年9月，奥里翁在阿根廷队对阵巴西队的南美超级德比杯比赛中首秀。2014年6月，奥里翁进入2014年巴西世界杯阿根廷队大名单。

## 相关荣誉

### 俱乐部
圣洛伦索竞技
- 阿根廷足球甲级联赛: 1

2007年秋季
拉普拉塔大学生
- 阿根廷足球甲级联赛: 1

2010年春季
博卡青年
- 阿根廷足球甲级联赛: 1

2011年春季
- 阿根廷杯: 1

2011年至2012年阿根廷杯

### 国家队
- 世界杯足球赛: 亚军 2014年
- 美洲杯足球赛: 亚军 2007年

### 个人奖项
- 乌瓦尔多·菲洛尔奖 (1): 2011年春季 (博卡青年队)